# Orason (Texas)
Orason es un lugar designado por el censo ubicado en el condado de Cameron en el estado estadounidense de Texas. En el Censo de 2010 tenía una población de 129 habitantes y una densidad poblacional de 150,93 personas por km².

## Geografía
Orason se encuentra ubicado en las coordenadas 26°4′27″N 97°26′45″O / 26.07417, -97.44583. Según la Oficina del Censo de los Estados Unidos, Orason tiene una superficie total de 0.85 km², de la cual 0.85 km² corresponden a tierra firme y (0%) 0 km² es agua.

## Demografía
Según el censo de 2010, había 129 personas residiendo en Orason. La densidad de población era de 150,93 hab./km². De los 129 habitantes, Orason estaba compuesto por el 82.95% blancos, el 0.78% eran afroamericanos, el 0% eran amerindios, el 0% eran asiáticos, el 0.78% eran isleños del Pacífico, el 14.73% eran de otras razas y el 0.78% pertenecían a dos o más razas. Del total de la población el 92.25% eran hispanos o latinos de cualquier raza.